# In viaggio con papà
In viaggio con papà è un film del 1982 diretto e interpretato da Alberto Sordi.

## Trama
Cristiano, da anni membro di una comunità hippy per la salvaguardia del gabbiano, approfitta di una sosta a Roma per fare visita al padre Armando, che non vede da tempo. Questi, che si appresta a partire con la sua giovanissima amante Federica, cerca in tutti i modi di liberarsi dell'ingombrante presenza del figlio ma alla fine è costretto lui stesso ad accompagnarlo in Corsica, luogo in cui è diretta la comunità suddetta.
Durante questo viaggio, i due hanno modo di confrontarsi meglio: Cristiano è un giovane pasticcione, sessualmente inesperto e non privo di complessi; il suo temperamento è l'esatto contrario di quello del padre, affarista e donnaiolo.
Nel corso della vicenda i due fanno svariati incontri, tra cui anche quello con l'ex moglie di Armando e madre di Cristiano, che intanto si è messa con uno sceneggiatore fallito mandando alla rovina la casa e distruggendo gli affetti che una volta mantenevano unita la famiglia.
Quando Cristiano ritorna nella comunità resta deluso dalla scoperta che la sua fidanzata Carmela, durante la sua assenza, ha avuto un rapporto con il "Professore", ovvero il guru; decide quindi di ripartire con il padre. A questo punto il cammino dei due si divide e Armando raggiunge Federica, che però in seguito ripudierà a causa dell'egoismo di lei.
La ragazza ha poi un'avventura con Cristiano, il quale ignaro dell'identità della donna racconta l'accaduto al padre che, apparentemente rimastoci male, lo abbandona sulla strada senza dare spiegazioni. 
Ma Armando finisce poi per riprendere con sé il figlio e i due avranno così modo di continuare "la loro vacanza".

## Produzione
Nonostante il film sia stato girato soltanto dal marzo al giugno del 1982, il progetto dello stesso ha origini lontane: inizialmente infatti Alberto Sordi aveva pensato di girare questa pellicola insieme a Vittorio De Sica, dove il primo avrebbe interpretato il ruolo del figlio ed il secondo quello del padre. Ma per motivi non precisati, tale progetto non andò mai in porto e così anni dopo Sordi, che voleva comunque realizzare questo film, virò su Carlo Verdone, proponendogli il ruolo che avrebbe dovuto interpretare lui.
Secondo quanto dichiarato da Carlo Verdone, durante le riprese del film, furono diverse le scene da lui stesso improvvisate e che, il più delle volte, Alberto Sordi decise di tenere ed inserire nel montaggio definitivo.
Il film fu girato nella parte iniziale a Roma (in particolare nella zona di Ponte Sisto), mentre la seconda parte - nonostante l'ambientazione della trama fosse in Liguria - fu in realtà girata nella zona tra Orbetello e Monte Argentario, in provincia di Grosseto..

## Accoglienza

### Incassi
Il film è stato il quinto maggiore incasso nella stagione cinematografica italiana 1982-83, guadagnando oltre 11 miliardi di lire.